# Dickson (Tennessee)
Pour les articles homonymes, voir Dickson.
Dickson est une municipalité américaine située dans le comté de Dickson au Tennessee. Selon le recensement de 2010, sa population est de 14 538 habitants.

## Géographie
Selon le Bureau du recensement des États-Unis, la municipalité s'étend en 2010 sur une superficie de 20,03 milles carrés (51,88 km2), dont 0,08 milles carrés (0,21 km2) d'étendues d'eau.

## Histoire
La localité est fondée en 1860 par William Crutcher. Elle est d'abord appelée Smeadville, en l'honneur de l'ingénieur du chemin de fer E. C. Smead. Les orthographes Sneadville, Sneedsville ou Smeedsville sont également utilisées. En 1873, Smeedsville Station devient une municipalité et prend le nom de Dickson, en hommage au docteur William Dickson (en), pour éviter toute confusion avec Sneedville.

## Démographie
La population de Dickson est estimée à 15 492 habitants au 1er juillet 2016.
Le revenu par habitant était en moyenne de 21 624 dollars par an entre 2012 et 2016, en-dessous de la moyenne du Tennessee (26 019 dollars) et de la moyenne nationale (29 829 dollars). Sur cette même période, 20 % des habitants de Dickson vivaient sous le seuil de pauvreté (contre 15,8 % dans l'État et 12,7 % à l'échelle des États-Unis).

## Personnalités
La ville est notamment le lieu de résidence de : 
- Craig Morgan, chanteur compositeur de musique country.